# Æblehovedet og Kommandanten
Æblehovedet og Kommandanten er en DR-dokumentar fra 2002 om de to kvinder, den  93årige Frida (kommandanten) og den 83årige  Dora (æblehovedet); Filmen   fortæller om deres liv i arbejderklassen og om deres opvækst i et rabarberkvarter i Klerkegade 7 i København, om storesøster Frida der holdt justits i hjemmet efter at moderen døde, da Dora var  ni år.
Tv-dokumentaren vandt en Tv-Oscar .
Per Wennick,  der i 1996 tilrettelagde  "Grevinden på tredje" om Erna Hamilton har portrætteret søstrene Frida og Dora der kom fra et arbejderhjem.